# Disque 957
Disque 957 is een stille, experimentele film uit 1928 van de Franse feministische cineaste, journaliste, filmtheoretica en -critica Germaine Dulac (Amiens, november 1882 - Parijs, juli 1942). Deze visuele symfonie wordt beschouwd als 'pure cinema', waarin de voorvechtster van de Franse avant-garde zich afkeert van narratieve causaliteit en psychologisering.

## Beschrijving van de film

### Visuele analyse en thematische motieven
Disque 957 is een abstract filmexperiment waarin Germaine Dulac haar passie voor muziek en het belang van fotografie als thematische motieven opvoert. Er is geen sprake van een traditionele plotstructuur. Beelden van eenvoudig te herkennen alledaagse objecten zoals een horloge, een piano, een tikkende klok en een grammofoonplaat worden afgewisseld met beelden van meer abstracte dingen zoals waterdruppels en draaiende lichtcirkels.
In het eerste beeld van Disque 957 doet een hand (met horloge) een schijfje draaien dat op een grammofoonplaat ligt, gevolgd door een high angle van de draaiende schijf, die slechts deels belicht wordt. De schaduw die daardoor ontstaat, creëert zowel een lichte als donkere diabolovorm. Hierna volgt een reeks meervoudige belichtingen: verschillende draaiende plaatjes naast elkaar worden abstracte lichtcirkels. Dit eindigt wanneer het hele scherm ermee is gevuld. Meteen volgt een shot van vingers die pianotoetsen bespelen. Een eerste overvloeier doet dit overlopen in het beeld van de draaiende grammofoonplaat en een tweede overvloeier in dat van een tikkende klok. Hierna ziet men opnieuw het pianospel waarbij het licht op de piano valt, maar de musicus in de schaduw blijft. Door middel van superimposities verschijnen verschillende beelden tegelijk: vingers op de piano, de klok die tikt, ritselende bladeren, ... Wat volgt, is een reeks fotografische beelden waarin het thema water zeer duidelijk aanwezig is. Gedurende enkele seconden ziet men een meer met bomen langs de kant. Vervolgens glijden tientallen regendruppels van plantjes naar beneden. Dan verschijnt opnieuw het landschap, dit keer als stereobeeld (hetzelfde beeld identiek naast elkaar geplaatst). Daarna wordt het beeld als het ware als een blad papier opgerold en eindigt in een wit vlak. Wederom wisselen de spelende pianovingers, die eerst sterk belicht zijn en dan steeds donkerder worden, af met natuurbeelden. Volgens een circulaire beweging herhalen de voorgaande beelden zich tot de vingers plots stoppen met spelen. Na het eerder geziene beeld van de glijdende waterdruppels volgt dan ook het laatste shot van Disque 957: het stereobeeld van het meer wordt steeds donkerder tot een zwarte vlakte het scherm vult en het einde van de film betekent.
Hoewel de beelden niet volgens een narratieve causaliteit aan elkaar gerelateerd zijn, is het duidelijk dat water en licht de belangrijkste thema's vormen van deze visuele symfonie, die een circulair patroon - geïntroduceerd door de draaiende schijf - volgt. Dit korte filmexperiment beantwoordt dan ook aan Dulacs opvatting over cinematografische actie: "L'action cinématographique ne doit pas se borner à la personne humaine, mais s'étendre au-delà d'elle dans le domaine de la nature et du rêve." Bovendien komt Disque 957 tegemoet aan haar uitgesproken ideeën over het gebruik van muziek. Dit beschouwt zij immers als dé basis voor haar filmwerk. Dulac is er namelijk van overtuigd dat cinema (mits ze geïnspireerd is door muziek) emoties kan creëren met beelden, net zoals muziek dat doet met geluid. Het zijn immers geen fictionele of narratieve elementen die emoties oproepen, maar: "Le mouvement et ses rythmes, déjà épurés en leur forme, auront déterminé l'émotion, l'émotion purement visuelle." Voor Disque 957 inspireert Dulac zich op twee preludes van de Poolse componist Frédéric Chopin. De ondertitel van de film luidt dit reeds in: Impressions visuelles de Germaine Dulac en écoutant les Préludes 5 et 6 de Frédéric Chopin.

### Filmtechnische aspecten
Het belang van het visuele ritme blijkt in Disque 957 uit Dulacs filmtechnische virtuositeit. Door in alles de focus te leggen op ritmiek, leunt de visuele symfonie namelijk dichter aan tegen muziek. Dit verklaart waarom Dulac kiest voor een bijzonder ritmische montage, die bovendien gelijkenissen suggereert tussen de verschillende soorten bewegingen en materiële vormen. Daarnaast is ook het spel met licht en donker dominant in Disque 957. Door op onverwachte momenten schaduwen te creëren, ontstaan nieuwe vormen. Verder toont Dulac vooral de kleinigheden van het leven in een desoriënterende beeldenstroom als gevolg van de superimpositietechniek en ze maakt - zoals ook in haar andere films - gebruik van fotografische effecten. Voorbeelden hiervan zijn de meervoudige belichting en overvloeishots, die een vloeiende en associatieve overgang tussen beelden mee bewerkstelligen en die de relatie tussen diverse gedachten onderstrepen. Of nog: "The dissolve enables a poetic impression to be created."

## Situering in het oeuvre van Germaine Dulac
Als theater- en filmcritica voor feministische publicaties zoals La Française, raakt Germaine Dulac gefascineerd door het medium film. Samen met haar man Albert Dulac richt ze in 1915 het filmproductiebedrijf Délia-Films op en begint met het regisseren en produceren van commerciële populaire melodrama's. Echter, de situatie voor de Franse filmmakers na de Eerste Wereldoorlog is benard. De Hollywoodfilm domineert immers de markt. Om aan deze toestand iets te doen, schrijven Dulac, Abel Gance, Louis Delluc, Jean Epstein en Marcel L'Herbier vanaf 1922 essays en manifesten waarin ze zich als voorstanders van het Franse impressionisme manifesteren. In deze subjectieve cinema worden geen directe statements gemaakt, maar sensaties en emotionele 'impressies' eerder opgeroepen of gesuggereerd. De cineast wil de realiteit weergeven zoals die door het personage wordt ervaren en kiest daarom graag voor mentale beelden als visioenen, dromen en herinneringen.
Overtuigd van de surrealistische opvatting dat film als pure kunstvorm niet noodzakelijk een samenhangende, narratieve logica behoeft, experimenteert Dulac verder met impressionistische, cinematografische technieken. Dit resulteert in La Coquille et le Clergyman (1927), die als de eerste surrealistische film beschouwd wordt.
Hierna zet Dulac haar abstracte opvatting over film verder. Ze wil het medium reduceren tot zijn meest basale elementen om op die manier een puur vormelijke en lyrische stijl te creëren. Samen met Henri Chomette legt Dulac hiermee de basis voor een pure, vrije en doordachte cinema: cinéma pur ('pure cinema') of soms ook cinéma intégral. Deze stijl volgend, maakt Dulac in de tweede helft van de jaren twintig drie visuele symfonieën waarin haar cinematografische taal en esthetische ideeën het beste tot uiting komen: Disque 957 (1928), Thèmes et Variations (1928) en Étude Cinégraphique Sur Une Arabesque (1929). Zoals de lyrische titels suggereren, tracht Dulac cinema hand in hand te laten gaan met muziek. Ze haalt hiervoor inspiratie bij preludes van Chopin (Disque 957), verschillende klassieke melodieën (Thèmes et Variations) en arabesken van Debussy (Arabesque). In deze korte filmexperimenten correspondeert het visuele ritme met de muzikale ritmes. Het draait niet om het uitdiepen van de psychologie van personages of om het vertellen van een verhaal. Sterker nog: literaire of theatrale narratieven worden afgewezen. Het gaat in hoofdzaak om ritmische beelden, waarin patronen en vormen worden gecreëerd door de materiële essentie van cinema, met name licht, schaduw en beweging. De visuele symfonie zélf neemt met andere woorden de plaats in van het subject.

## Receptie
De principes van de cinéma pur zoals Germaine Dulac ze voorstaat, worden ook in andere landen nagevolgd, zij het zelden onder die naam. Echter, de komst van de geluidsfilm doet de publieke interesse in subtiele visuele verbeelding wegebben. Toch heeft cinéma pur een sterke invloed uitgeoefend op vele experimentele filmmakers (bijvoorbeeld Laszló Moholy-Nagy en Ralph Steiner) vanaf de jaren twintig. Het is de structural film die de traditie van cinéma pur zal verderzetten, waarbij de materialen en procedures van het medium de essentie van de film vormen.
Opvallend is dat Disque 957, Thèmes et Variations en Arabesque ten tijde van Germaine Dulac zo goed als onopgemerkt zijn gebleven. Nadien worden de korte experimenten wel door filmtheoretici bestudeerd, maar de neergeschreven uitkomsten ervan zijn eerder beperkt. Volgens filmmaker Christian Lebrat, die zelf publicaties verzorgt over Germaine Dulac en haar oeuvre, is Standish D. Lawder een van de eerste historici die over Dulacs visuele symfonieën schrijft in zijn boek The Cubist Cinema (1975). Reeds bij hem ligt de nadruk heel erg op Dulac als muzikante, als de vrouwelijke (!) cineaste die tracht muziek te vertalen in haar films en dit zónder geluid: de muzikaliteit is visueel. Muziek als model en niet als illustratie is een van de middelen die avant-gardistische cineasten na Germaine Dulac zullen aanwenden om nieuwe filmische vormen te creëren. Dat is volgens Lebrat dan ook de stempel die Dulac met haar drie experimenten heeft nagelaten.
Daarnaast doet ook Tami M. Williams onderzoek naar het werk van Dulac. Zo beschrijft ze bijvoorbeeld uitvoerig Dulacs drie visuele symfonieën in een artikel in Jeune, Dure et Pure! Une histoire du cinéma d'avant-garde et expérimental en France (2001).

## Bibliografische referenties
- David Bordwell & Kristin Thompson, Film History: An Introduction. New York: McGraw-Hill, 2003.
- Martine Couder, ‘Les Femmes et le Cinéma’, Chronique Féministe 29 (1988) september/oktober, p. 3-5.
- Germaine Dulac, ‘The Expressive Techniques of the Cinema’. In: Richard Abel, French Film Theory and Criticism 1907-1939, A History / Anthology. Princeton: Princeton University Press, 1988, p. 305-314.
- Germaine Dulac, Écrits sur le cinéma (1919-1937). Parijs: Éditions Paris Expérimental, 1994.
- Sandy Flitterman-Lewis, ‘Sisters in Rebellion. The Unexpected Kinship of Germaine Dulac and Virginia Woolf’. In: Vicki Callahan (Ed.), Reclaiming the Archive. Detroit: Wayne State University Press, 2010, p. 345-357.
- Charles Ford, Femmes cinéastes, ou le triomphe de la volonté. Parijs: Denoël/Gonthier, 1972.
- Hilda Helfgott, ‘Ombre et Lumière’, Cinergie 55 (1988) oktober, p. 9-10.
- Philippe d’Hugues & Michel Marmin (dir.), Le Cinéma Français. Parijs: Éditions Atlas, 1986.
- Sharon Smith, Women Who Make Movies. New York: Hopkinson and Blake, 1975.
- Ingrid van Tol, ‘Films van Germaine Dulac’, Skrien 145 (1985-1986), p. 55-56.
- Tami M. Williams, ‘Germaine Dulac, du figuratif à l’abstraction’. In: Nicole Brenez & Christian Lebrat (Ed.), Jeune, Dure et Pure! Une histoire du cinéma d’avant-garde et expérimental en France. Mazzotta: Cinémathèque Française, 2001, p. 78-82.
- Tami M. Williams, Germaine Dulac, au-delà des impressions. Revue de l’association française de recherche sur l’histoire du cinéma (n° hors série), 2006.
- Paris vu par le cinéma d’avant-garde 1923-1983. Amsterdam: Stichting Nederlands Filmmuseum, 1986.